# Balken-Blättling
Der Balken-Blättling (Gloeophyllum trabeum, syn. Trametes trabea und Lenzites trabea) ist eine Pilzart aus der Familie der Blättlingsverwandte (Gloeophyllaceae).

## Merkmale
Makroskopie

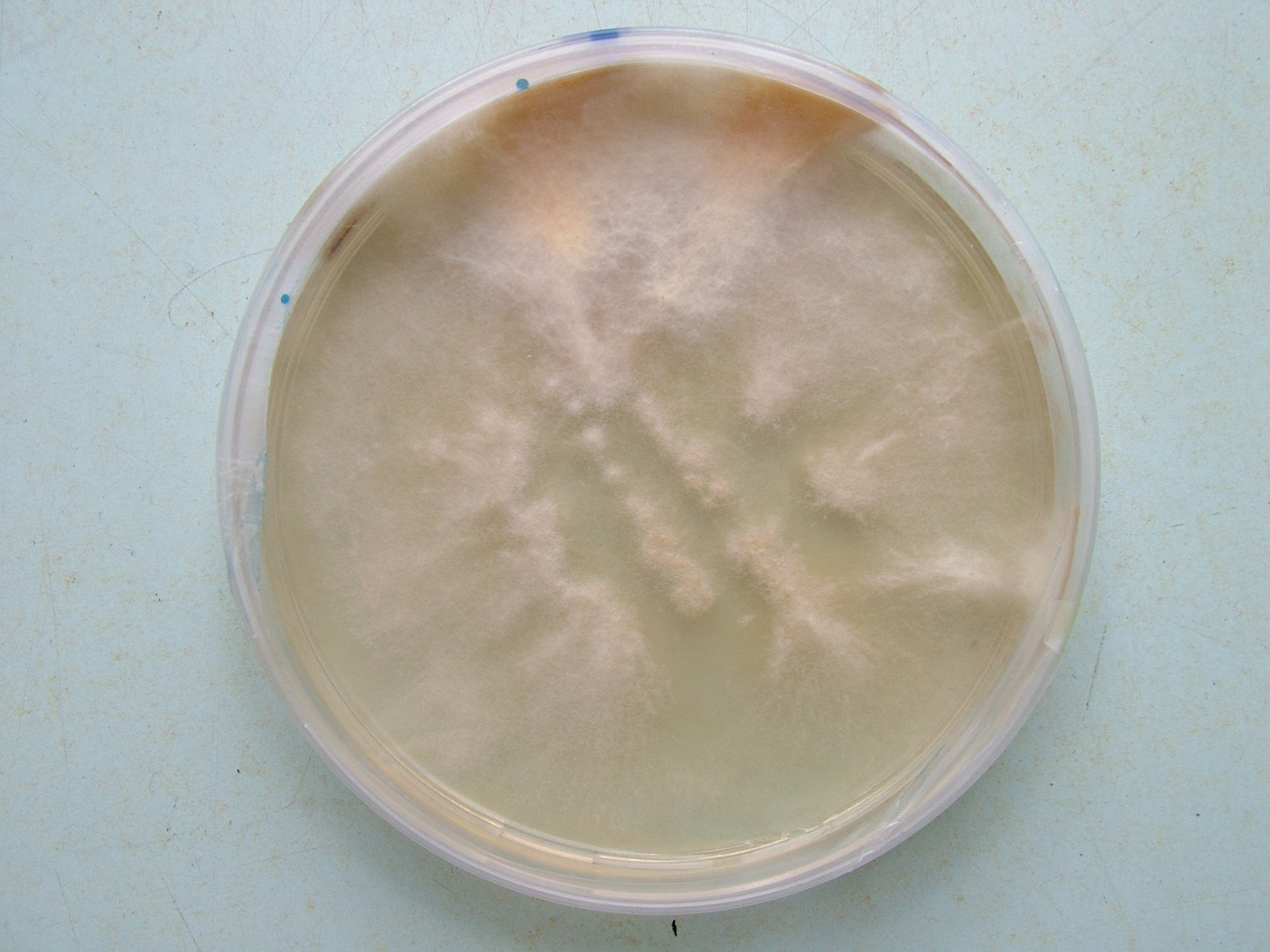
Kultur des Balken-Blättlings mit weißen Hyphen und einer Verfärbung auf dem Nährmedium (Kartoffel-Dextrose-Agar)

Der Balken-Blättling bildet ein- bis mehrjährige, konsolen-, fächer- oder halbkreisförmige Fruchtkörper, die auf der Oberseite uneben, höckerig bis wellig gezont sind. Die zimt- bis ockerbraunen Fruchtkörper sind oberseits jung fein-filzig behaart, verkahlen aber später. Der unregelmäßig wellig bis gekerbte, scharfe Rand ist bei jüngeren Exemplaren heller bis graubräunlich. Die Unterseite zeigt ein hell- bis ockerbraunes, eng labyrinthisches bis labyrinthisch-poriges Hymenophor.
Mikroskopie
Das Hyphensystem ist dimitisch, es treten neben dünnwandigen, septierten, schnallentragenden generativen Hyphen auch unseptierte, dickwandige Skeletthyphen auf. Nur äußerst vereinzelt treten zudem dickwandige, verzweigte Elemente auf, die an Bindehyphen erinnern.
Zystiden treten im Hymenium häufig auf, sind aber im Hymenium eingebettet und daher nicht sehr auffällig. Sie sind dünnwandig, an der Basis teils auch etwas dickwandig und bis zu 30 µm lang und 4–5,5 µm breit. Einzelne wenige Zystiden scheiden apikal harzige, farblose bis goldgelblich, kleine, kugelförmige Sekrettröpfchen aus.
Die Basidien sind schmal keulenförmig und messen 20–25 × 6–7 µm. Sie sind gewöhnlich viersporig und haben eine Basalschnalle.
Die Sporen sind zylindrisch, farblos-hyalin, glatt, inamyloid und messen 7–10 × 3–4,5 µm.
Sexualität
Der Balken-Blättling ist heterothallisch und zeigt einen bipolaren Kreuzungstyp.

## Artabgrenzung
Der Balken-Blättling unterscheidet sich von den ähnlichen Arten Zaun-Blättling und Tannen-Blättling durch die glattere, nicht borstig-striegelige Hutoberseite, jung blassere Farbgebung und das besonders eng labyrinthisch-porige Hymenophor, welches deutlich weniger lamellig erscheint. Zudem bevorzugt er Laubholz als Substrat, kommt jedoch auch an Nadelholz vor.

## Ökologie
Der Balken-Blättling ist ein holzbewohnender Saprobiont, der ein weites Substratspektrum aufweist, hierbei aber Laubholz bevorzugt. Er besiedelt beispielsweise Ahorn (Acer), Erle (Alnus), Birke (Betula), Buche (Fagus), Esche (Fraxinus), Äpfel (Malus), Pappel (Populus), Prunus, Eiche (Quercus), Weide (Salix), Sorbus, Linde (Tilia) und Ulme (Ulmus). In Bezug auf Nadelhölzer werden z. B. Tanne (Abies), Lärche (Larix), Fichte (Picea) und Eibe (Taxus) besiedelt. In Nordamerika und in den Tropen werden viele weitere Substrate besiedelt.
Der Pilz verursacht im befallenen Holz eine intensive Braunfäule. Die Art wächst an abgestorbenem, entrindetem Holz, das besonders sonnen- und windexponiert ist und im Sommer stark erhitzt und ausgetrocknet wird. Außerhalb des Waldes kommt er, ähnlich wie der Zaun-Blättling, an längere Zeit liegendem, sommerdürren Bauholz vor und ist wie dieser unempfindlich gegen sommerliche Trockenheit des Substrats, beide Arten können miteinander vergesellschaftet sein.

## Verbreitung
Der Balken-Blättling kommt in mediterranen bis gemäßigten Klimazonen vor und wird in Europa von Süden nach Norden seltener. Die Nordgrenze des europäischen Areals ist in Dänemark erreicht. Weiter nördlich kommt er nicht an verbautem Holz in Gebäuden vor. In entsprechenden Klimazonen bis in die Tropen ist der Balken-Blättling kosmopolitisch verbreitet. In Deutschland wird der Pilz weit gestreut angetroffen.

## Bedeutung
Der Balken-Blättling kann an verbautem Holz ähnliche Schäden anrichten wie der Zaun-Blättling, ist allerdings durch seine geringere Häufigkeit weniger von Bedeutung als dieser.

## Forschung
Der Extrakt des Balken-Blättlings hat sich in einem In-vitro-Experiment als antibakteriell wirksam gezeigt.